# 努庫奧羅環礁
努庫奧羅環礁是西太平洋島國密克羅尼西亞聯邦的環礁，屬於加羅林群島的一部分，由44個島嶼組成，直徑6公里，土地面積1.67平方公里，潟湖面積27.25平方公里，2007年人口372。
3°50′54″N 154°56′27″E / 3.84833°N 154.94083°E